# Esquinas (álbum)
Esquinas (estilizado en mayúsculas) es el tercer álbum de estudio de la cantante estadounidense Becky G. Fue lanzado el 28 de septiembre de 2023 a través de Kemosabe Records, RCA Records y Sony Music Latin. El álbum es generalmente del género regional mexicano y cuenta con las colaboraciones de Iván Cornejo, DannyLux, Gabito Ballesteros, Peso Pluma, Yahritza y su Esencia, Chiquis, Ángela Aguilar y Leonardo Aguilar.

## Antecedentes y título
El 25 de agosto, Gómez anunció que el título de su próximo tercer álbum de estudio sería Esquinas, y que llegaría «pronto». El disco es de música regional mexicana, el primero en el género, como homenaje a sus abuelos, quienes emigraron de México a Estados Unidos. Al explicar su título, Gómez afirmó:

“Siempre me he identificado no con este o aquel lado de las calles que me criaron, sino con la esquina donde se encuentran dos banderas, dos culturas, dos idiomas.”

## Sencillos
El 30 de marzo de 2023, Gómez y Peso Pluma lanzaron su colaboración «Chanel» como sencillo principal de Esquinas.
El 28 de junio de 2023, Gómez lanzó su colaboración con Gabito Ballesteros «La nena» como segundo sencillo oficial del álbum.
El 14 de septiembre de 2023, Gómez lanzó «Querido abuelo» como tercer sencillo oficial del álbum. El sencillo está dedicado a su abuelo fallecido.
El 28 de septiembre de 2023, se lanzó en el canal de YouTube de la cantante un video musical para el cuarto sencillo «2ndo chance». La canción cuenta con la participación del cantante mexicano-estadounidense Iván Cornejo. Los videos musicales contienen algunos cameos, incluidos todos los artistas que acompañaron a la cantante en este álbum.

## Lista de canciones
| Lista de canciones de Esquinas |                                                                | |                                       |          |  |
| N.º                            | Título                                                         | Escritor(es) | Productor(es)                         | Duración |  |
| 1.                             | «2ndo chance» (junto a Iván Cornejo)                           | Rebecca Marie Gómez • Iván Cornejo • Edgar Barrera • Alex Luna • Frank Río • Héctor Andre Mazzarri Ramos • Luis Miguel Gómez Castaño • Manuel Lorente Freiré • Francisco Ríos | Edgar Barrera • Casta • Frank Río     | 3:52     |  |
| 2.                             | «Cries in Spanish» (junto a DannyLux)                          | Luna • Gómez • Barrera • DannyLux • Elena Rose • Ramos • Castaño • Freiré | DannyLux • Casta • Barrera • Mazzarri | 3:06     |  |
| 3.                             | «Bien canijo»                                                  | Gómez • Barrera • Rose • Castaño | Casta • Barrera                       | 2:58     |  |
| 4.                             | «La nena» (junto a Gabito Ballesteros)                         | Gómez • Barrera • Daniel Candia | Barrera • Simone Torres               | 2:44     |  |
| 5.                             | «Chanel» (junto a Peso Pluma)                                  | Gómez • Barrera • Jesús Roberto Laija García • Hassan Emilio Kabande Laija | Barrera • García • Reyes              | 3:21     |  |
| 6.                             | «Patras» (junto a Yahritza y su Esencia)                       | Gómez • Barrera • Luna • Rose • Castaño • Freiré | Barrera • Casta • Mazzarri            | 2:51     |  |
| 7.                             | «Cuidadito» (junto a Chiquis)                                  | Gómez • Barrera • Jesús Omar Tarazón Medina • Juan Pablo Zazueta Acosta | Barrera                               | 2:56     |  |
| 8.                             | «Un puño de tierra»                                            | Carlos Coral | Barrera                               | 3:28     |  |
| 9.                             | «Los astros»                                                   | Barrera • Keityn • Castaño • Freiré • Felix Manuel Rodríguez | Barrera • Casta                       | 2:48     |  |
| 10.                            | «Por un amor»                                                  | Gilberto Parra | Barrera                               | 3:21     |  |
| 11.                            | «Por el contrario» (junto a Ángela Aguilar y Leonardo Aguilar) | Barrera • Keityn • Rose | Barrera                               | 3:05     |  |
| 12.                            | «Cruz de olvido»                                               | Juan Záizar | Barrera                               | 3:19     |  |
| 13.                            | «Querido abuelo»                                               | Gómez • Barrera • Acosta • Medina | Barrera                               | 3:52     |  |
| 41:41                          |                                                                | |                                       |          |  |

## Posicionamiento en listas
| Lista (2023)                                | Mejor posición |
| ------------------------------------------- | -------------- |
| EE. UU. Billboard 200                       | 109            |
| EE. UU. Regional Mexican Albums (Billboard) | 3              |
| EE. UU. Top Latin Albums (Billboard)        | 7              |

## Historial de lanzamiento
| Región | Fecha                    | Formato(s)                   | Etiqueta                    | Ref.   |
| ------ | ------------------------ | ---------------------------- | --------------------------- | ------ |
| Varios | 28 de septiembre de 2023 | descarga digital • streaming | Kemosabe • RCA • Sony Latin | [ 14 ] |